# 키악사레스
키악사레스는 메디아의 세 번째 국왕이다.

## 즉위초기
키악사레스는 아버지 프라오르테스가 아시리아 제국과의 전투에서 전사하자 메디아의 왕위를 물려받는다. 키악사레스는 군제개혁을 시도해 메디아 군에 병종제도와 부대제도를 도입했다. 그 결과 메디아 군은 강군으로 거듭나 아시리아 제국을 물리쳐 아나톨리아 동쪽 대부분을 점령한다.
기원전 580년 경 스키타이족 출신 망명자가 키악사레스에게 모욕을 당하자 키악사레스의 아들을 살해하고 리디아로 망명하는 사건이 벌어진다. 이에 키악사레스는 리디아의 왕 알리아테스에게 아들을 살해한 스키타이인을 메디아로 다시 넘겨줄것을 요구하지만 거부당하고 이에 키악사레스는 리디아에 전쟁을 선포하고 리디아와 5년 넘게 전쟁을 벌인다.
그러던 기원전 585년 5월 28일에 있었던 일식을 계기로 쉬엔네시스(킬리키아의 국왕의 호칭)와 바빌론의 라비네토스의 중재를 통해 리디아와 화친을 하고 자신의 아들 아스티아게스를 리디아의 공주 아리예니스와 결혼시킨다.

## 마디우스의 침공과 재건국
키악사레스는 메디아와 여러 동맹들을 이끌고 아시리아 제국을 공격해 그들의 수도 니노스를 포위하던 중 국왕 마디우스가 이끄는 스키타이족의 공격을 받는다. 급작스런 후방의 공격에 메디아 군대는 대응할 수 없었고 그렇게 메디아는 멸명당해 28년간 스키타이족의 지배를 받는다. 그러나 키악사레스는 메디아 인들을 몰래 모아 힘을 키웠고 스키타이족을 잔치에 초대하여 기습해 죽인뒤 메디아를 다시 독립시킨다.
다시 메디아를 건국하고 왕좌를 되찾은 키악사레스는 메디아의 영토를 빠르게 회복한 뒤 더 나아가 아시리아 제국을 다시 공격, 수도 니노스를 점령해 완전히 멸망시키고, 과거 아시리아의 영토 대부분을 합병한다. 키악사레스의 사망 후 아들 아스티아게스가 메디아의 왕위를 물려받는다.